# Castel San Niccolò
Castel San Niccolò est une commune italienne de la province d'Arezzo, dans la région Toscane.

## Administration
| Période                                  | Période | Identité | Étiquette | Qualité |
| ---------------------------------------- | ------- | -------- | --------- | ------- |
|                                          |         |          |           |         |
| Les données manquantes sont à compléter. |         |          |           |         |

### Hameaux
Borgo alla Collina, Cetica, Prato di Strada, Garliano, Caiano, Rifiglio, Battifolle, Ristonchi, Terzelli, Pagliericcio

### Communes limitrophes
Castelfranco di Sopra, Loro Ciuffenna, Montemignaio, Ortignano Raggiolo, Poppi, Pratovecchio, Reggello